# AFC Liverpool
AFC Liverpool is een Engelse voetbalclub uit Liverpool.
De club is in 2008 opgericht door fans van Liverpool FC omdat de Premier League voor veel Liverpool FC supporters te duur geworden is. De club richt zich op dezelfde fans als Liverpool FC en associeert zich ook met die club.
In het seizoen 2008/09 zal de club voor het eerst deelnemen in de North West Counties League
Division One.